# Kemmerer
Kemmerer ist ein Ort im Lincoln County im US-Bundesstaat Wyoming und zugleich Sitz der Countyverwaltung (County Seat). Das U.S. Census Bureau hat bei der Volkszählung 2020 eine Einwohnerzahl von 2.415 ermittelt.

## Geschichte
Patrick J. Quealy, Vizepräsident einer Firma, die in der Gegend Kohle abbaute, gründete Kemmerer als eigenständigen Ort im Jahr 1897 und benannte die Stadt nach dem Firmengründer, Mahlon S. Kemmerer.

## Demographie

### Altersstruktur
- unter  18 Jahre = 28,40 %
- von 18 bis 24 Jahre =  7,10 %
- von 25 bis 44 Jahre = 28,00 %
- von 45 bis 64 Jahre = 25,70 %
- über 65 Jahre = 10,80 %

Das durchschnittliche Alter beträgt 38 Jahre.

## Söhne und Töchter des Ortes
- Richard T. Hanna (1914–2001), Politiker
- Edgar Herschler (1918–1990), Politiker